# Phyllagathis gracilis
Phyllagathis gracilis là một loài thực vật có hoa trong họ Mua. Loài này được (Hand.-Mazz.) C. Chen miêu tả khoa học đầu tiên năm 1984.